# 李严 (蜀汉)
李嚴（？—234年），后改名李平，字正方，三国时期荊州南陽郡（治今河南省南陽市）人，蜀汉重臣，以才幹著稱。劉備攻漢中時，盜賊夷師圍攻縣城，李嚴率五千兵馬平亂獲大功。因此與諸葛亮同為劉備的托孤大臣，獲獨掌內外兵權。後來行事苟利其身，無憂國事，多番推搪諸葛亮北伐之調度；在第四次北伐中運糧失利，間接導致該次北伐撤軍。為推卸責任，欺上瞞下且意圖構陷，終被諸葛亮上奏彈劾，使其被拔兵權並貶為庶民。234年諸葛亮病逝後，他認為自己不會再被起用，同年抑鬱而終。

## 生平

### 以才幹稱
李严，荊州南陽人，少為郡職吏，以才幹稱。早年任职于荊州牧劉表麾下。
建安十三年（208年），曹操南下荊州，李嚴時為秭歸縣令，於是流亡入蜀，被劉璋任命為成都令，因能於政事而頗有名聲。

### 陣前倒戈
建安十八年（213年），李嚴被刘璋臨時任命为護軍，与參軍费观督綿竹军拒劉備；李嚴、费观陣前倒戈，率眾投降，同拜裨將軍。刘备攻取益州后，李嚴為犍為太守、興業將軍。

### 嶄露頭角
建安二十三年（218年），劉備在漢中交戰正酣，蜀中盜賊馬秦、高勝等在郪縣聚眾數萬造反，攻佔資中縣。當時蜀中大部分兵力民力都前往支援漢中前線，李嚴無法調集別處的軍隊，於是只率領著犍為郡五千士卒討伐反叛，成功地以五千兵力消滅了數萬叛軍。
不久越巂郡夷帥高定率軍圍攻新道縣，李嚴前往解圍，高定被擊敗後逃走。劉備於是加封李嚴為輔漢將軍，領郡如故。
建安二十四年（219年）夏，孟達將進攻上庸，劉備暗中擔心孟達難獨力擔此重任，於是派遣劉封自漢中乘沔口而下，以及犍為太守李嚴與孟達於上庸會合。劉封、孟達、李嚴等攻申耽於上庸，上庸太守申耽率領全郡投降，申耽派遣妻子及宗族到成都作人質。

### 制定蜀科
因益州原在劉璋治理下，法紀鬆弛，德政不舉，威刑不肅。劉備於是命军师将军諸葛亮、扬武将军暨蜀郡太守法正、昭文將軍伊籍、左將軍西曹掾劉巴和李嚴五人一起制定《蜀科》，後來成為了蜀漢的法律體系的基礎。

### 黃龍與甘露
建安二十四年（219年），李嚴上奏祥瑞，說「黃龍見武陽赤水，九日乃去。」遂鑄黃龍鼎，澆注龍形，沈入江中，於距縣城二十八里的導江東岸，修建黃龍廟。
在黃龍廟落成的清晨，出現大量露水，李嚴上奏說是出現甘露祥瑞，益州定有王氣。李嚴遂與郡丞宋遠、武陽縣令陰化等人立右《黃龍甘露碑》，並派員至荊益兩地收集官員簽字，勒碑紀念，參與簽字官員前後共約一百五十餘人。碑寬三尺，高五尺，碑文十行，群臣列名上下四排，每排二十餘人。大碑侧面题有犍为郡太守南阳李严、郡丞宋远、武阳县令阴化等人立碑，小碑立於建安二十六年，大小两碑皆刻写蜀汉官员的名字，可辨认与不可辨认者共一百五十餘人。
建安二十六年（221年），在黃龍與甘露的祥瑞事件後，群臣紛說各地出現帝像的符瑞，認為上天已經給予啟示，加上曹丕篡漢自立，人心所向希望劉備稱帝，復興漢室，前後上書者共八百多人，劉備遂稱帝，改年號章武。

### 興土木，利民生
在犍為太守任內（214年－222年），表現出其優秀治政能力：鑿通天社山，修築沿江大道，大興土木，把郡城整修一新，以致“吏民悅之”，“觀樓壯麗，為一州勝宇”。
後為中都護任內（222年－230年），擴建了巴郡郡治江州城，周迴十六里。又打穿江州城的後山，自汶江通水入巴江，使城變成洲。之後曾建議把巴郡等五郡合起來設置巴州，但丞相諸葛亮拒絕。

### 受命托孤
章武二年（222年），劉備召李嚴到永安宮，拜尚書令，輔助丞相諸葛亮處理國政。
章武三年（223年），夷陵兵败的刘备臨終時，托孤丞相诸葛亮，以尚書令李严為副，共同輔佐少主劉禪，又委任李嚴為中都護，統內外軍事，留鎮永安。
建興元年（223年5月），李嚴受封為都鄉侯，假節，加光祿勳。南中雍闓在益州作亂，李嚴寫了六張紙的書信給雍闓，向他解釋利害，但雍闓不聽，依舊煽動南中叛亂，後諸葛亮率軍平定南中。
建興四年（226年），李嚴轉前將軍，又因諸葛亮率軍進駐從漢中，李嚴被委以管理後方事務，於是移屯江州（今重慶市一帶），留護軍、征西将军陳到駐永安，江州、永安等地軍政皆歸屬李嚴負責。
當時李嚴寫信給先前從劉備陣營轉投曹魏的新城太守孟達，勸其反戈一擊，回歸蜀漢，信中說：“我與孔明都受到先帝的託付，憂慮重重、責任艱巨，所以想找到復興大業的良伴。”諸葛亮後來也寫信給孟達，信中曾言道：“處理事務像流水般迅速而又條理，決定重大事項的取捨時毫不猶豫，這就是李正方的性格啊。”

### 難可狎，李鱗甲
李嚴性情孤傲，行事功利，難以與人相處。在任期間大蓋房舍滿足一己之私，曾因遷移郡治官邸一事與持反對態度的郡功曹楊洪爭執，楊洪一氣之下主動辭職引退。都督江州後，又與屬下牙門將王沖發生摩擦，王沖自知為李嚴所忌恨，懼怕因此被誣陷罪名而叛逃降魏。
建興三年（225年），李嚴的同鄉尚書令陳震出使東吳前，私下裡對諸葛亮說“李正方腹中有鱗甲”，暗示李嚴心術不正，可能會製造事端。諸葛亮以“大事未定，漢室傾危，伐平之短，莫若褒之”，認為自己與李嚴還是可以相忍為國、並肩合作的。

### 勸亮加九錫
李嚴曾寫信給諸葛亮，勸他應該接受九錫進爵稱王。諸葛亮回信說：「我與閣下認識很長時間了，為何還未能互相了解！閣下應該想著光復漢室之事，謹戒不能肆意而行。在下本來是來自東方的下士，被先帝破格恩典委以重用，已經位極人臣，俸祿豐厚，現在討賊未見成效，知己未荅，而卻妄想著方寵齊、晉坐自貴大之事，並非情理大義之所為。若有天消滅魏國、斬曹叡，漢帝歸還故居，那時再與諸位一齊晉升，就算十命也可接受，何況於九錫呢！」

### 苟利其身，無心北伐
建興七年（229年），諸葛亮在漢中，準備發兵伐魏，於是想調李嚴率軍鎮守漢中，但李嚴想盡辦法推脫不去。
諸葛亮積極籌備北伐之事，但李嚴志不在此，而是希望得到更多權力，與諸葛亮平權；他曾向諸葛亮暗示想要同樣享有開府治事之權，亦曾提議劃分五個郡作為巴州，讓他擔任巴州刺史，但這些想法都被諸葛亮拒絕。
建興八年（230年），曹魏大司马曹真发兵三路伐蜀，诸葛亮准备遣军西入陇右武威击退曹魏偏师。諸葛亮以加强汉中防务為由，遂要求李严率二万人赶赴汉中阻击敌军。
李严不满被调离江州，在與諸葛亮的書信中說魏國的陳群、司馬懿等都開府了，而諸葛亮亦已經開府，暗示自己也想得到開府之權。诸葛亮知李嚴想得到更多權力，于是上表迁李严为骠骑将军作安撫，又表其子李丰為江州都督督軍，接替管理江州防务，李严無法再推搪，这才愿意北上汉中。

### 改名李平
建興八年（230年），诸葛亮命李严以中都护署丞相府事务。李严在此年改名为李平。

### 導人為奸，招禍取咎
建興九年（231年）春，诸葛亮率军北伐，李平负责催督運糧。此戰開始以木牛運糧，以參軍王平守南圍。司馬懿率軍拒諸葛亮，張郃拒王平。諸葛亮擔心糧運不濟，定立了上中下三策詢問都護李平意見說：「上計斷其後道。中計與之持久。下計還住黃土。」當時司馬懿等亦都糧盡，正席盛夏雨水，李平擔心蜀漢一方也因漕運受阻不能維持補給，遣參軍狐忠、督軍成藩向諸葛亮傳達宜退兵。夏六月，諸葛亮聽取李平的意見撤軍。
然而李平聞諸葛亮退軍，卻故作驚訝表示「軍糧充足，不明白為何退兵」，但又打算殺死督運領岑述以推卸运粮不力之責。李严還上表蜀汉后主刘禅稱「軍偽退，欲以誘賊與戰」。结果諸葛亮出示其前後手筆書疏對質，李严辭窮理屈，只好叩頭認罪。
在此次北伐中，李平擔任催督運糧的角色，糧運問題亦是每次北伐必定遇到的難題，當時是諸葛亮發明的木牛首次運用於戰場上，但諸葛亮擔心盛夏雨水，恐糧運不濟便以上中下三計詢問李平意見，而他本人亦接納李平的分析而退兵，因此在此次北伐中考量運糧不濟以致決定撤軍原本並非李平一人的責任。但諸葛亮無法忍受的是李平「橫造無端，危恥不辦，迷罔上下，論獄棄科，導人為奸」，李平先是告知諸葛亮糧運不濟並示意應退兵，但之後又聲稱糧草充足，辯稱不明白諸葛亮因何而退，藉此可能陷諸葛亮於不義。同時李平擔心其漕運受阻導致糧運不濟會被諸葛亮咎責，意欲隱瞞內情而想殺害督運領岑述，另外還在向後主劉禪報告時聲稱諸葛亮退兵是要引敵方深入的誘敵之計，這些欺上瞞下、無視法紀的惡行，終令諸葛亮對李平徹底失望。
於是諸葛亮上奏彈劾李平說：「自先帝駕崩後，李平的心思只在經營自己的家業，尚且推行些小恩小惠，在亂世中安身求名，無憂心考慮國家之事。臣正當北伐出兵，欲得李平兵以鎮守漢中，李平卻找來諸多藉口，沒有前來的意思，反而祈求以五郡為巴州刺史。去年臣欲西征，欲令李平主督漢中，李平說司馬懿等正在魏國開府辟召人才。臣心知李平鄙陋之情，欲以臣北行之際從中要脅取得利益，是以臣表奏平子李豐督主江州，給他如此破格隆厚的待遇，以解決一時之務。李平上任之日，臣將大小諸事的權力都交予他手中，羣臣上下皆責怪臣待李平之厚。正因是大事未定，漢室傾危，追究李平的缺點，還不如對他褒揚鼓勵。然而李平性情就是只顧著個人榮利而已，沒想到李平竟有顛倒是非的心以致如此。若果這種人和事任由其存在下去，將致國家的災禍及敗亡，這是臣的不敏，再說也是多增愧咎之情。」
八月，李平被免去官祿、節傳、印綬、符策，削其爵土，貶為庶民，安置於梓潼。

### 悲憤而亡
李平被免職貶為平民後，諸葛亮不久與平子李豐教導說：「我與閣下父子傾力以復興漢室，人神共鑑。上奏都護李平典漢中，委任閣下於東關之安排，也不考慮遭人非議。全為這份心意可動之以情，最終保存大局，怎料卻發生這顛倒是非、圖謀不軌之事！過去楚卿屢遭罷黜，亦能恢復職務，心存國家大事的道理則榮福降臨，這也是理所當然的事。希望寬宏地慰問都護李平，勤奮地追回過去的錯誤。現在雖然解除了李平的職務，影響了家計，但依然保持了奴婢賔客百數十人，而閣下亦有中郎參軍居府之職，生活上也是優厚的家庭。若都護李平思負一意，君與蔣琬推心做事，李平復職還是有望，失去的可以復還。望詳細思量警戒，明白我的用心，書信寫到這裡難免長歎涕泣。」
建興十二年（234年），諸葛亮在五丈原一帶逝世的消息傳到梓潼後，李平認為其繼任者不可能再給他戴罪立功的機會了，於是悲憤而亡。而其子李豐後來官至朱提太守。

## 逸聞
- 李嚴自視甚高，護軍輔匡等年齡與地位與李嚴差不多，但李嚴卻不願主動與他們來往。但李嚴跟年齡小過自己二十餘歲的費觀如同輩般親交。
- 李嚴為犍為太守時，時任犍為督郵後叛降曹魏的王沖利用職權請求李嚴發文到資中縣，希望讓王沖能順利迎娶程貞玦。[27]

## 家庭

### 子女
- 李豐：李严去世后，李丰在蜀汉官至朱提太守。

## 三國演義情節
劉璋任命李嚴守綿竹抵抗劉備，和黃忠戰了四十多回合不分勝負，被孔明安排黃忠詐敗包圍後投降。劉備死前，召諸葛亮和李嚴聽受遺命。亦提及李嚴運糧不繼，假稱東吳來侵犯，使得諸葛亮退兵，但又向後主奏說糧食充足，不知諸葛亮為何退兵，結果被諸葛亮貶為庶民。到諸葛亮死時，李嚴亦因失去復官機會，大哭病死。

## 評價
- 諸葛亮：「部分如流，趨捨罔滯，正方性也。」[28]「平為大臣，受恩過量，不思忠報，橫造無端，危恥不辦，迷罔上下，論獄棄科，導人為姦，情狹（一作狹情）志狂，若無天地。自度姦露，嫌心遂生」[29]
- 陳壽：「都護李嚴性自矜高。」[30]、「李嚴以幹局達……覽其舉措，迹其規矩，招禍取咎，無不自己也。」[31]
- 陳震：正方腹中有鱗甲，鄉黨以為不可近。[32]
- 常璩：其太守，漢興以來，鮮後顯者。（《華陽國志·蜀志》）
- “嚴少為郡職吏，用性深刻，苟利其身。鄉里為嚴諺曰:‘難可狎，李鱗甲’。”（《太平御覽》引《江表傳》）

## 延伸阅读
[在维基数据编辑]
 《三國志/卷40》，出自陳壽《三國志》

| 官衔                         | 官衔                     | 官衔                         |
| ---------------------------- | ------------------------ | ---------------------------- |
| 前任： 首任                  | 蜀漢永安都督 223年-226年 | 繼任： 陳到                  |
| 前任： 費觀                  | 蜀漢江州都督 226年-230年 | 繼任： 李豐                  |
| 前任： 不明 上一位可考者馬超 | 蜀漢驃騎將軍 230年-231年 | 繼任： 不明 下一位可考者吳班 |